# Geißblatt-Kappeneule
Die Geißblatt-Kappeneule (Calliergis ramosa) ist ein Schmetterling (Nachtfalter) aus der Familie der Eulenfalter (Noctuidae).

## Merkmale

### Falter
Der äußere Teil der Vorderflügel der Falter der Geißblatt-Kappeneule ist graubraun, der Innenteil schwarzbraun gefärbt und setzt sich in einer geschwungenen Ausbuchtung Richtung Mitte fort. Ring- und Nierenmakel sind meist zu einem großen, hellen Fleck verschmolzen. Im Saumfeld sind einige schwarze Längsstriche sowie ein weißer, bogenförmiger Strich zu erkennen. Mit einer Flügelspannweite um dreißig Millimeter zählt sie zu den kleineren Eulenfalterarten. Die Hinterflügel sind bei den Männchen weiß, bei den Weibchen grau gefärbt und zeigen einen deutlichen, dunklen Mittelfleck. Charakteristisch sind die beidseitig gekämmten Fühler der männlichen Falter.

### Raupe, Puppe
Erwachsene Raupen sind bräunlich gefärbt. Sie besitzen eine weiße, unterbrochene  Rückenlinie und gelbbraune Seitenstreifen. Auffällig ist ihre spannerartige Fortbewegung. Typisch für die Puppe ist eine starke Verjüngung am hinteren Ende sowie ein kammförmiger und gerunzelter Kremaster, der mit vier Borsten versehen ist.

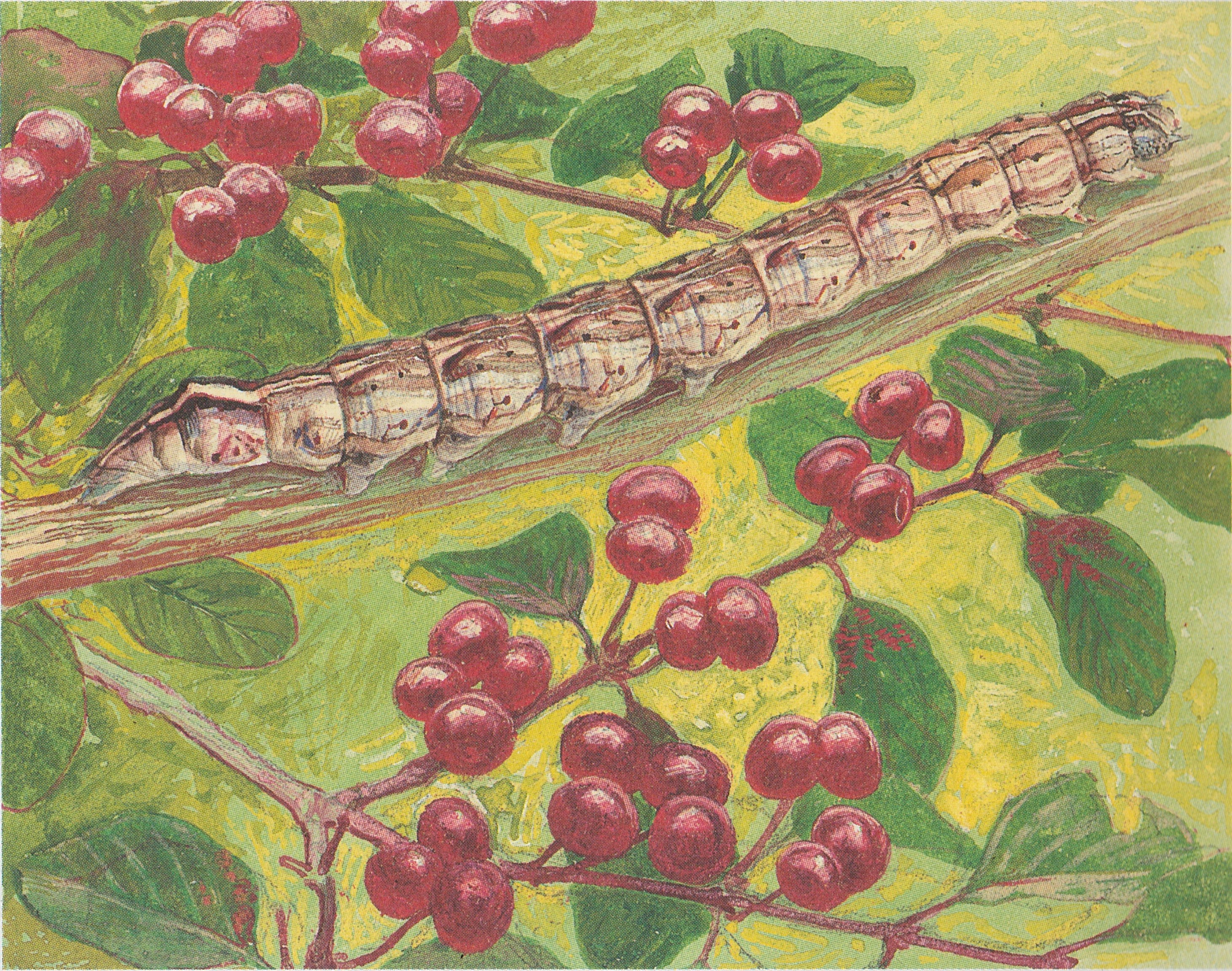
Zeichnung von Léo-Paul Robert der Raupe (vierfach vergrößert) auf einer Roten Heckenkirsche

### Ähnliche Arten
Aufgrund der sehr charakteristischen Flügelzeichnung sowie der relativ geringen Größe sind die Falter unverwechselbar.

## Geographische Verbreitung und Lebensraum
Hauptverbreitungsgebiet der Geißblatt-Kappeneule ist das Hügel- und Bergland Mittel- und Südeuropas. In den Alpen steigt sie bis auf etwa 1800 Meter Höhe. Die Art kommt überwiegend an steinigen Hängen und Böschungen, in Felstälern oder an Waldrändern vor.

## Lebensweise
Die Falter sind nachtaktiv und kommen sehr gerne an künstliche Lichtquellen. In Südeuropa fliegen sie in zwei Generationen im Mai und Juni sowie von August bis September, während sie nördlich der Alpen ein univoltines Verhalten zeigen. Die Raupen ernähren sich bevorzugt von den Blättern verschiedener Geißblattarten (Lonicera), bevorzugt von Roter Heckenkirsche (Lonicera xylosteum). Die Art überwintert als Puppe.

## Gefährdung
Das Vorkommen der Geißblatt-Kappeneule in Deutschland betrifft überwiegend die südlichen mittleren Bundesländer. Sie wird auf der Roten Liste gefährdeter Arten in Kategorie 3 (gefährdet) geführt, in Baden-Württemberg jedoch auf der Vorwarnliste.